# ベンゾイルCoA-2,3-ジオキシゲナーゼ
ベンゾイルCoA-2,3-ジオキシゲナーゼ（benzoyl-CoA 2,3-dioxygenase）は、次の化学反応を触媒する酸化還元酵素である。
ベンゾイルCoA + NADPH + H+ + O2 {\displaystyle \rightleftharpoons } 2,3-ジヒドロ-2,3-ジヒドロキシベンゾイルCoA + NADP+
反応式の通り、この酵素の基質はベンゾイルCoAとNADPHとH+とO2、生成物は2,3-ジヒドロ-2,3-ジヒドロキシベンゾイルCoAとNADP+である。
組織名はbenzoyl-CoA,NADPH:oxygen oxidoreductase (2,3-hydroxylating)で、別名にbenzoyl-CoA dioxygenase/reductase、BoxBA、BoxA/BoxB systemがある。